# تقنية الخدش والشم
تشير تقنية الخدش والشم عادة إلى الأشياء التي تمت معالجتها باستخدام طبقة من العطور الدقيقة. وعند حكها، تطلق هذه الطبقة رائحة عطرية عادة ما تكون مرتبطة بالصورة الموجودة تحت هذه الطبقة. وقد تم استخدام هذه التقنية على مجموعة متنوعة من الأسطح بدءًا من الملصقات إلى الأقراص المدمجة.

## الاستخدام
أصبحت الملصقات شائعة الاستخدام في أواخر سبعينيات القرن العشرين ونمت لتصبح نشاطًا تجاريًا مزدهرًا للكثير من الشركات خلال أوائل وأواسط الثمانينيات من القرن العشرين. ونظرًا لتطور هذه التقنية إلى تصميم «خالٍ من المواد الحمضية»، فإنه يبدو أننا اقتربنا بشدة من جنون الملصقات.
وكانت تستخدم عينات من ملصقات الخدش والشم لمعرفة قوة الشم لدى الأفراد على الرغم من أن هذه الممارسة لم تعد مستخدمة بعد انتهاء الحرب الباردة.
وكانت شركات المرافق العامة ترسل بطاقات الخدش والشم مع فواتيرها لتعليم الجمهور كيف يتعرف على رائحة غاز الميثان عند حدوث تسرب. ومع ذلك يمكن أن يؤدي هذا أحيانًا إلى بعض الإنذارات الخاطئة عندما تنطلق الرائحة من خدش البطاقة وشمها، وفيما بعد يحدث اختلاط بينه وبين حدوث التسرب الحقيقي.

## الإنتاج
يتم إنتاج بطاقات الخدش والشم من خلال عملية تغليف دقيقة، حيث تحاط الرائحة المرغوبة بكبسولات دقيقة تنكسر بسهولة عند خدشها برفق، ثم تنكسر الفقاعات الصغيرة المغلفة وتنطلق الرائحة. وبسبب هذا التغليف الدقيق، يمكن الاحتفاظ بالرائحة لمدة زمنية طويلة.
بينما كانت هناك مئات الشركات التي تستخدم ملصقات الخدش والشم إلا أن أشهرها والتي تعتبر الأصل شركات كرياتيف تيتشينج بريس (CTP) (وأطلق عليها فيما بعد اسم «سنيفي» في 1980/1981), وشركة تريند إنترابريزز ستنيكي ستيكرز (والتي تأسست مباشرة بعد شركة CTP) وشركات هول مارك وسانديليون وسبينديكس وجوردي وميلو سميلو.
ومؤخرًا، أعادت هيئة الإذاعة البريطانية اختراع بطاقات الخدش والشم وأصدرت نسخة مصاحبة لمسلسل تلفزيوني جديد بعنوان «مدن قذرة»، حيث دعا التلفزيون المشاهدين لاستخدام البطاقات ذات الرائحة لاختبار الرائحة السيئة للندن في العصور الوسطى وباريس الثائرة حيث أخذهم المسلسل في رحلة عبر الزمن الماضي إلى 'المدن القذرة' التي كانت في السنين الماضية.
وكانت الروائح الأربعة تشمل رائحة الصرف الصحي ومدابغ القرن التاسع عشر وعطر ماري انطونيتيس وبونغ دي باريس،
وقد تم تصنيع الروائح وبطاقات الخدش والشم عن طريق الشركة الأوروبية للروائح في أوكفوردشير باستخدام تقنية لمس الرائحة للشم.

## بطاقات الخدش والشم في الثقافة الشعبية

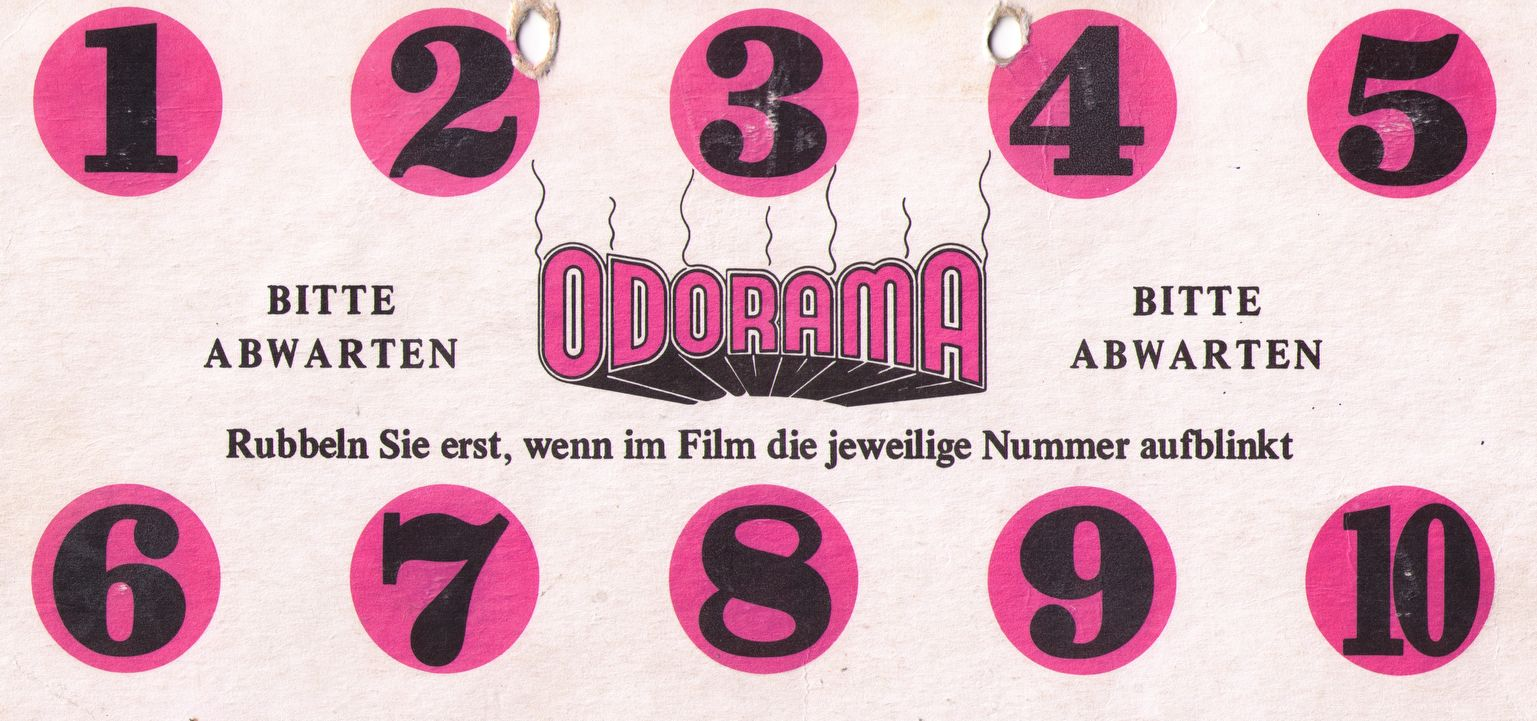
بطاقات الخدش والشم الألمانية من فيلم "البوليستر"

بعيدًا عن الملصقات، فإنه يمكن العثور على أسطح الخدش والشم على بعض الأشياء في الثقافة الشعبية مثل:
- غران توريزمو 2 وفيفا 2001 أنتجتا قرصًا بتقنية الخدش والشم.
- غطاء الفلين لصمغ الهندباء، وألبوم لفرقة بلاك موث سوبر راينبو، لهما سطح بتقنية الخدش والشم.
- دليل اللاعب علم 1995 للعبة سوبر نينتندو وهي لعبة فيديو وإيرث بوند تضم ست بطاقات بتقنية الخدش والشم. وتضم أحدها عطر الغموض وإذا تعرف اللاعب على الرائحة وأرسلها في كارت نينتندو يحصل على جائزة، ثم يتحول العطر إلى بيتزا.
- في عام 1981 في فيلم البوليستر، الذي أخرجه وأنتجه وكتبه جون ووترز، أطلق وسيلة للتحايل تسمى «الرائحة», حيث يستطيع المشاهدون شم رائحة ما يشاهدونه على الشاشة من خلال بطاقات الخدش والشم. كما استخدمت حيلة الرائحة هذه في عام 2009 في مهرجان سيدني السينمائي السري عند مشاهدة فيلم طائر النحام الوردي (Pink Flamingos) الخاص بـالطائفة الكلاسيكية وإنتاج ووترز في عام 1972. استخدمت الكثير من الأفلام مثل راجراتس صار متوحشًا (Rugrats Go Wild) وفيلم الأطفال الجواسيس: كل الوقت في العالم (Spy Kids: All the Time in the World) وهذه الأخيرة كانت بحاجة للفرك وليس الخدش. في عام 2011، أنتجت افلام منتصف الليل 'رائحة' البوليستر في المهرجان السينمائي بأدنبرة باستخدام بطاقات مقلدة للخدش والشم تضم 10 روائح أصلية في فيلم عام 1981.
- وأطلقت فرقة ماي نسخة سي دي محدودة في أثناء جولتهم في الولايات المتحدة ذات أسطح مزودة بتقنية الخدش والشم. وكانت الرائحة المنبعثة منها تشبه رائحة المحيط وتشجع الجمهور على شم الأسطوانات أثناء تأدية الفرقة لأغنية «المحيط».[2]
- كاتي بيري جعلت ألبومها «أحلام المراهقة» أحلام المراهقة وكانت رائحتها تشبه الحلوى القطنية من خلال تقنية الخدش والشم.
- وفي حلقة «رائحة النجاح» من مسلسل الأقحوانة (Pushing Daisies) للعالم نابليون لينيز المتخصص في حاسة الشم، فقد ألف كتابًا باستخدام روائح الخدش والشم حتى يشم رائحة النجاح في حياة القارئ، حيث يحقق أبطال القصة في محاولة قتل لتعطيل نشر الكتاب.

## وصلات خارجية
- Scratch and Sniff Library - Personal website containing scanned images of stickers
- '80s Scratch and Sniff Sticker Collection - Personal website containing scanned images of stickers printed in the 1980s
- HowStuffWorks.com